# Neleothymus attenuatus
Neleothymus attenuatus là một loài tò vò trong họ Ichneumonidae.